# Sint-Maartenkerk (Gendringen)
De Sint-Maartenkerk, ook wel de Hervormde kerk, is een protestantse kerk in de Nederlandse plaats Gendringen. De oorspronkelijke kerk is in de 15e eeuw gebouwd en ging tijdens de reformatie over van de katholieken naar de protestanten. Deze kerk brandde in 1830 grotendeels af, op delen van de toren na. In 1835 werd de heropgebouwde kerk geopend. De onbekend architect heeft zich, gezien de merkwaardige pilasters die de rechthoekige vensters flankeren, duidelijk laten inspireren door contemporaine kerkgebouwen uit de school van Karl Friedrich Schinkel in het Duitse Rijnland, zoals de St.Mariä Himmelfahrt in Rees (1820-1828). Sterk verwant is ook de Evangelische Kirche in het direct over de grens gelegen stadje Isselburg (1830-32). De lichtgekleurde zaalkerk heeft een vierkante toren die in de voorgevel is verwerkt. Deze toren is in 1879 uitgebreid en wordt bekroond met een relatief hoge achtkantige naaldspits. In de kerk is een klaviersorgel uit 1841 aanwezig van de firma Nolting. Dit orgel is in 1965 en in 2014 gerestaureerd.
De kerk is in 1967 aangewezen als rijksmonument.

## Galerij

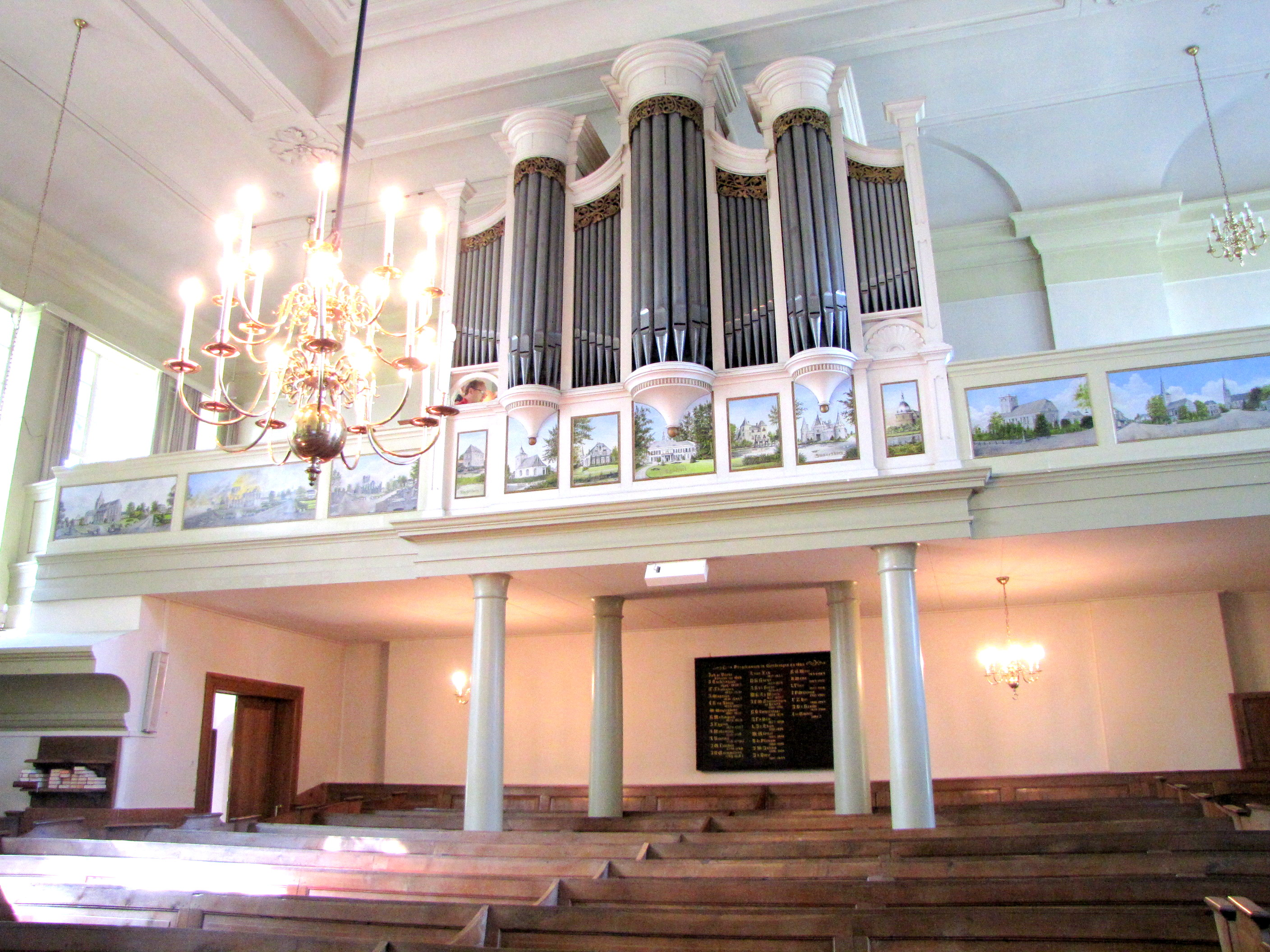
Kerkorgel
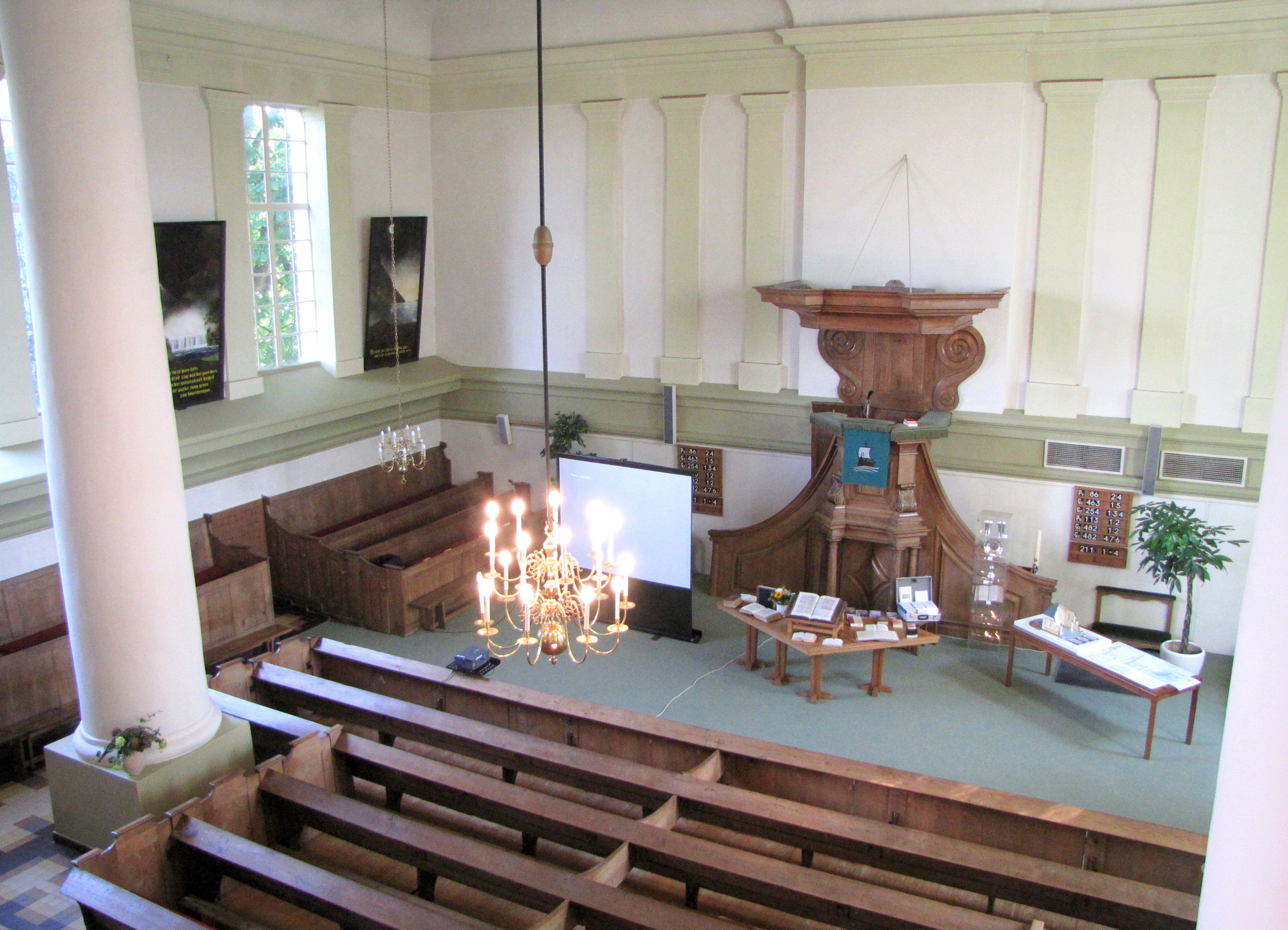
Zicht op preekstoel
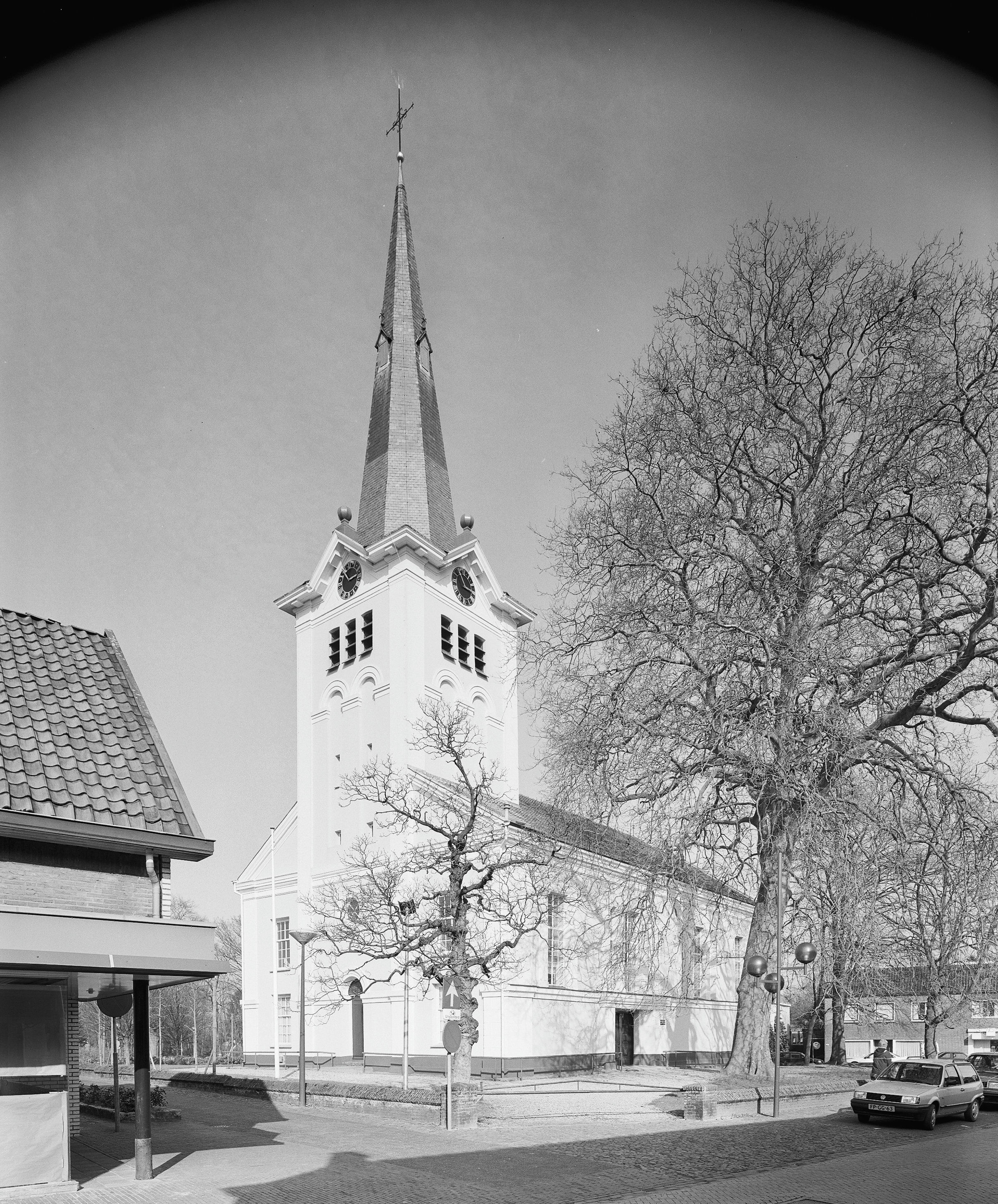
Aanzicht
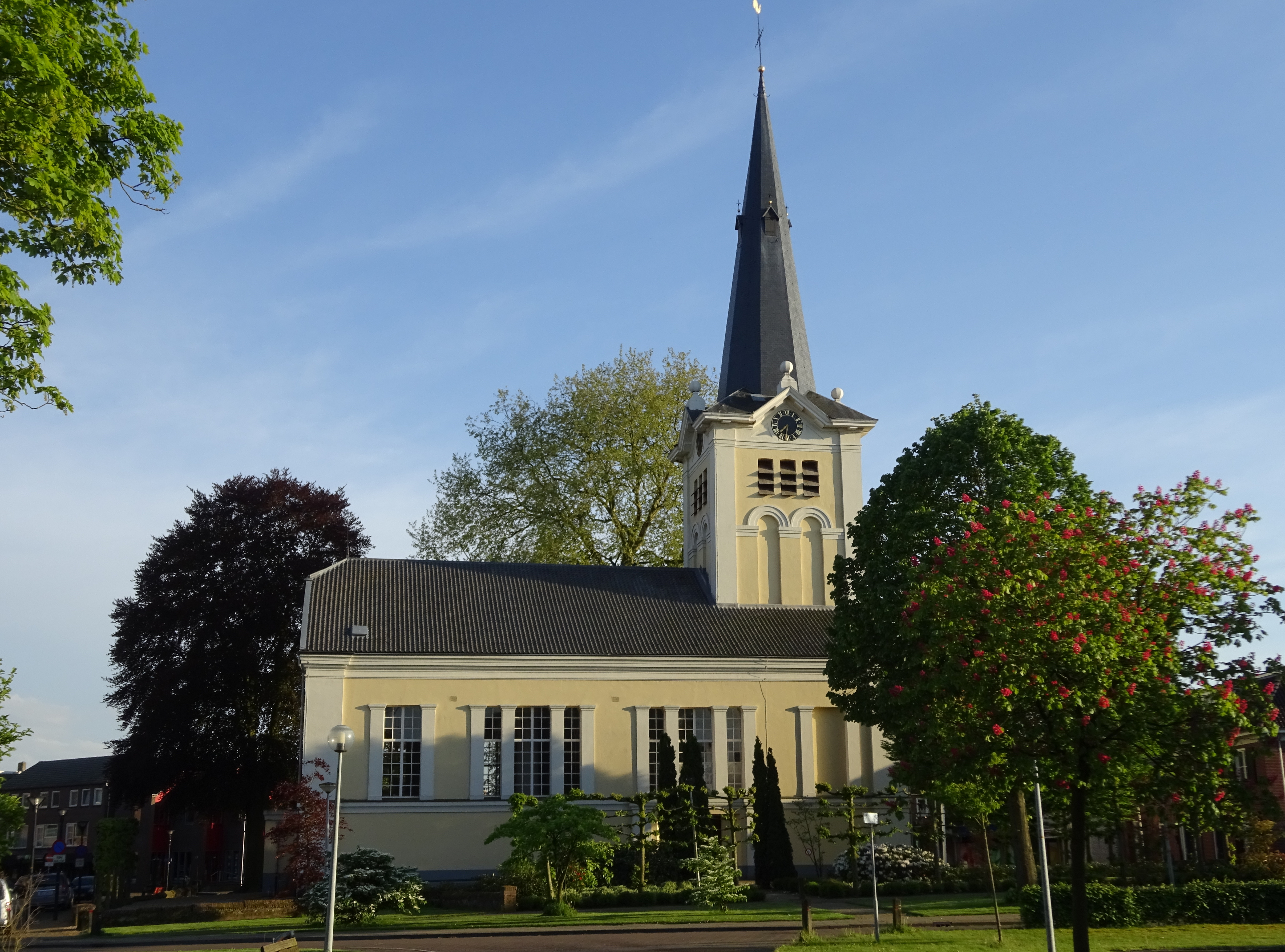
Zijaanzicht